# José Wilfredo Salgado García
José Wilfredo Salgado García (* 13. März 1966 Santiago de María, Usulután), auch Will Salgado, war von 2000 bis 2015 Bürgermeister von San Miguel, El Salvador.

## Leben
Er stammt aus einer Familie mit Landwirtschaft. Er ist ein Militär, Unternehmer und Politiker. Von 1982 bis 1985 war er bei den FAES 3. Infanterie-Brigade von San Miguel. Am 1. März 1983 wurde dort das Batallón de Infantería de Reacción Inmediata BIRI “Manuel José Arce” gegründet, bei welchem Salgado zum Sergeant aufstieg. Er machte bei Kampfeinsätzen Fotografien und verkaufte diese später.
Später arbeitete er als Lottoverkäufer und gründete eine Ladenkette für Möbel und Elektrohaushaltsgeräte unter dem Namen Comercial Salgado.
Im Dezember 1994 gab es in Departamento San Miguel Morde, zu welchen sich eine Grupo de extermínio mit dem Namen "Sombra Negra" bekannte. 1995 wurde José Wilfredo Salgado García im Zusammenhang mit einem Verfahren mit dem Auftreten der Todesschwadron "Sombra Negra"  verhaftet. In seiner Haftzeit hatte er eine gute Presse. Im Juni 1996 wurde er von einem Gericht freigesprochen.
Bei den Kommunalwahlen am 12. März 2000 wurde Salgado zum Bürgermeister der drittbevölkerungsreichsten Stadt von El Salvador, San Miguel gewählt. Er trat als Kandidat der Partido Demócrata Cristiano (PDC) an. Am 1. Mai 2000 trat er das Amt an. 2002 verließ er die PDC und trat ARENA bei.
2003 wurde er wieder zum Bürgermeister gewählt. Salgado hatte eine persönliche Auseinandersetzung mit Antonio Saca, Präsident von El Salvador und Führer von ARENA. Nachdem Salgado aus der ARENA ausgetreten war, trat er 2005 in die Militärpartei Partido de Conciliación Nacional ein.
Am 12. März 2009 wurde er zum dritten Mal zum Bürgermeister gewählt und war damit mit drei Parteien erfolgreich. Salgado hat einen persönlichen Führungsstil konsolidiert, welcher zwischen Caudillismo und Raub charakterisiert wird.
Seine Kommunalverwaltung zeitigte anspruchsvolle Infrastrukturprojekte.
Er pflegt den Kontakt mit der Bevölkerung, beispielsweise durch die Förderung der Veranstaltung des Carnaval de San Miguel und des Club Deportivo Águila. Er nutzt eine einfache, gewöhnliche Sprache, welche weit entfernt ist, von den Sprachformeln gewohnter professioneller Politiker.
Nach seiner Wiederwahl 2009, kündigte Salgado seine Bereitschaft, zur Präsidentschaftskandidatur bei den Wahlen 2009 mit der Unterstützung der Partido de Conciliación Nacional an. Die hohe lokale Popularität von Salgado, welche in Umfragen bestätigt wurde, stützt diese Bestrebungen. Im Januar 2007 kündigte er mit Orlando Mena, dem Bürgermeister von Santa Ana, die Bildung des "Movimiento Líderes por El Cambio", an, ein Wahlprogramm, welche für eine zukünftige Präsidentschaftskandidatur dienen kann.
Er verlor die Bürgermeisterwahlen von 2015 gegen den FMLN-Kandidaten Miguel Ángel Pereira Ayala.

## Einschätzungen und Polemik
Salgado wurde als neues Phänomen in der salvadorenischen Politik wahrgenommen. Sein Führungsverhalten wird von den politischen Analysten unterschiedlich beurteilt. Er wird als Option nach einem Glaubwürdigkeitverlust der traditionellen politischen Klasse betrachtet.
Einige Analysten schätzen seine Fähigkeit zum direkten Kontakt mit der Bevölkerung positiv ein:
Die positive Interpretation des Siegeszuges von Salgado liest sich so: Die Botschaft ist, wenn eine Angelegenheit das Herz des Volkes erreicht hat, gibt es keine wirtschaftliche Macht, welche sie kaufen kann.
Es wird aber auch vor der Gefahr dieses persönlichen und populistischen Führertums gewarnt.
Will Salgado hat das Profil der populistischen Führer, welche Perú, Fujimori oder Ollanta Humala hießen, die eine hohe Wahlbeteiligung zu ihren Gunsten aufgrund der Demagogie, die sie vortrugen erzielten.
Seine politische Karriere war nicht ohne Kontroversen. Im Januar 2007 veröffentlichte die Washington Post ein angebliches Interview mit Salgado, in welchem er einräumt, er hätte Schädel von Säuglingen des Massakers von El Mozote gesammelt, um sie als Kerzenuntersätze zu nutzen. Salgado erwiderte, er hätte ein Interview der US-Zeitung gegeben, bestritt aber solche Taten und versicherte, es handelt sich um eine Schmutzkampagne gegen ihn.